# برونو فورنارولي
برونو فورنارولي (بالإسبانية: Bruno Fornaroli) (7 سبتمبر 1987 بسالتو في الأوروغواي - ) هو لاعب كرة قدم أوروغواني في مركز الهجوم. شارك مع منتخب الأوروغواي تحت 17 سنة لكرة القدم. أما مع النوادي، فقد لعب مع باناثينايكوس وريكرياتيفو ونادي دانوبيو ونادي سامبدوريا ونادي سان لورينزو ونادي فيغورينسي ونادي ملبورن سيتي وناسيونال مونتيفيديو وبوسطن ريفر.

## وصلات خارجية
- برونو فورنارولي على موقع إي إس بي إن إف سي (الإنجليزية)
- برونو فورنارولي على موقع قاعدة بيانات كرة القدم.إي يو (الإنجليزية)
- برونو فورنارولي على موقع ليكيب (الفرنسية)
- برونو فورنارولي على موقع ناشيونال فوتبول تيمز (الإنجليزية)
- برونو فورنارولي على موقع Soccerway.com (الإنجليزية)
- برونو فورنارولي على موقع AS.com (الإسبانية)